# فرضية الخزر حول أصول اليهود الأشكناز

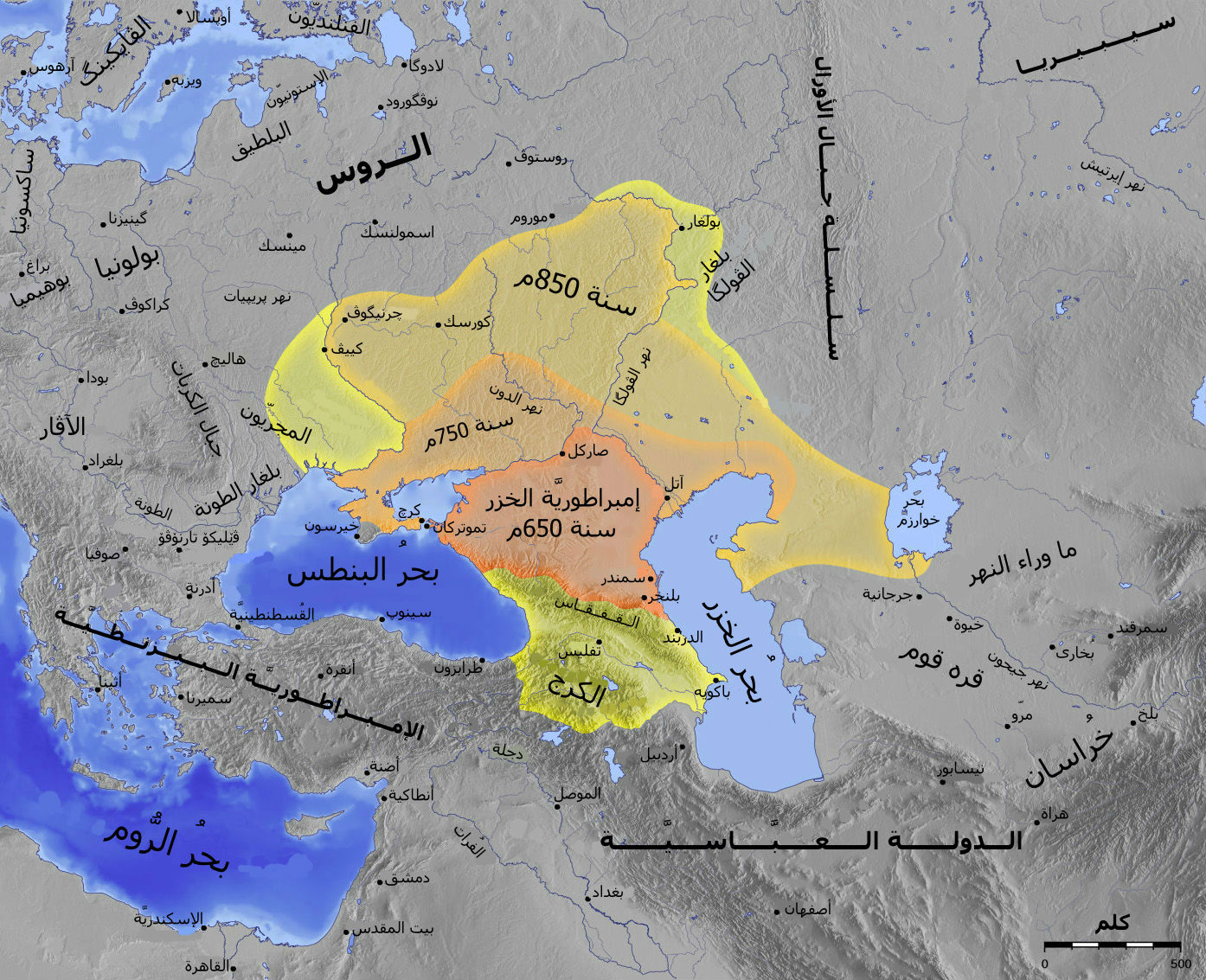
خاقانية الخزر، 650–850

فرضية الخزر حول أصول اليهود الأشكناز -والمدعوة أيضًا باسم «الأسطورة الخزرية» من قبل منتقديها- هي فرضية تقول إن نسبة كبيرة من اليهود الأشكناز يعودون بأصلهم إلى الخزر، وهو تجمع متعدد الأعراق من الشعوب التركية التي شكلت خانات شبه بدوية في المنطقة الممتدة من شرق أوروبا وصولًا إلى وسط آسيا. تعتمد الفرضية على بعض المصادر العائدة إلى القرون الوسطى مثل المراسلات الخزرية التي يقول فيها يهوذا اللاوي وإبراهيم بن داود إن طبقة النخبة الحاكمة للخزر تحولت إلى الديانة اليهودية الربانية في القرنين الثامن والتاسع الميلاديين. لا يزال النطاق الذي شمله هذا التحول الديني مجهولًا. يعتبر الدليل الذي يربط مجتمعات الأشكناز بالخزر هزيلًا ومعرضًا للتفسيرات المتضاربة.
لم تجد الدراسات الوراثية على اليهود أي دليل هام على الأصل الخزري ضمن يهود الأشكناز، نظرًا لأن سكان الخزر لم يتركوا أحفادًا حديثين واضحين يمكن أن يتيحوا اختبارًا واضحًا للمساهمة الجينية في أصل الأشكناز، فقد كان من الصعب فحص فرضية الخزر باستخدام علم الوراثة، لكنها وجدت دليلًا على أصول عائدة إلى منطقة الشرق الأدنى وجنوب أوروبا وحوض المتوسط.
تلقت هذه الفرضية ردة فعل مختلطة في الوسط الأكاديمي. في حين يرفضها معظم المفكرين المعاصرين، نوقشت هذه الفرضية بشكل متكرر في الماضي، وهي تجد حتى اليوم بعض المدافعين عن صدقها. في أواخر القرن التاسع عشر، افترض إرنست رينان وعدد من المفكرين الآخرين أن اليهود الأشكناز في أوروبا نشأوا بين اللاجئين الأتراك الذين كانوا قد هاجروا من الخانات الخزرية المنهارة غربًا إلى أوروبا، واستبدلوا بلغتهم الخزرية الأصلية اللغة اليديشية في حين استمروا بممارسة اليهودية. في حين استُدعيت هذه النظرية للنقاش بشكل متكرر من قبل عدد من المفكرين منذ ذلك الوقت، حصلت الفرضية الخزرية الأشكنازية على اهتمام شعبي واسع بعد نشر كتاب القبيلة الثالثة عشر لآرثر كوستلر عام 1976. أعيد إحياؤها منذ فترة قريبة من قبل إيران إلهايك، الذي أجرى دراسة هادفة إلى إثبات الفرضية عام 2012. على الرغم من التشكيك، أعاد بمساعدة زملائه صياغة المفهوم عام 2016 من خلال تطوير وسيلة مميزة للتحليل الوراثي، داعمًا نتائجه بالنظريات اللغوية لخبير اللغويات بول ويكسلر.
كثيرًا ما استخدم معادو الصهيونية هذه الفرضية لمعارضة فكرة وجود ارتباط وراثي بين اليهود وإسرائيل القديمة، كما أنها لعبت دورًا هامًا في النظريات المعادية للسامية.

## المورثات والنظرية الخزرية
قبل دخول علم المورثات السكانية المعتمدة على الحمض النووي، وصف رافايل باتاي الخزر من الناحية العرقية بأنهم شعوب تركية بمكون مغولي مزيج. بعد حدوث تطورات كبيرة في تقنيات الحمض النووي مثل تجميع التسلسلات وتقنيات الكمبيوتر في أواخر القرن العشرين وبدابات القرن الحادي والعشرين، أُجريت أبحاث جينية عديدة على اليهود والكثير من الشعوب البشرية الأخرى. يعتبر الباحث اليديشي ألكسندر بايدر أن الدراسات الجينية كثيرًا ما تقدم معلومات متضاربة، ما يزيد الأمر تعقيدًا أن عمل الباحث قد يكون متأثرًا بوجهات نظره الشخصية.
تبعًا لمارتن بي. ريتشاردز، تنفي جميع الأدلة المتوفرة حاليًا -ومن ضمنها دراسته الخاصة حول الأنساب الأمومية للأشكناز- النظرية الخزرية. دُحض الادعاء القائل بانتماء الأشكناز بشكل عام إلى الخزر بسبب غياب دليل مباشر داعم له. باستخدام أربع مجموعات يهودية أحدها الأشكناز، لم يجد كوبلمان وشركاؤه أي دليل على النظرية الخزرية.
في حين يشير الإجماع في الأبحاث الوراثية إلى أن المجموعات السكانية اليهودية في العالم (ومن بينها الأشكنازية) تتشارك بموروث جيني هام مستمد من مجموعة سكانية أصلية في الشرق الأوسط، وأن يهود الأشكناز لا يملكون نسبًا جينيًا عائدًا إلى الخزر، تختلف واحدة على الأقل من الدراسات المطروحة في هذا المجال مع التوجه العام لصالح النظرية الخزرية.

توجد عدة أدلة معارضة للفرضية الخزرية مدعية أن الأنساب الأبوية لليهود الأشكناز تعود إلى مجموعة سكانية عاشت في الشرق الأوسط بين عامي 200 و 700 قبل الميلاد وانتشرت في أوروبا. تشير دراسات الحمض النووي لليهود الأشكناز إلى أن أنسابهم الذكورية أسسها أسلاف في الشرق الأوسط، وإلى اشتراكهم في الأنساب الأبوية مع المجموعات اليهودية السيفاردية. تظهر الدراسات الجينية أن الأنساب الذكورية من يهود الأشكناز تملك نسبًا وراثيًا مشتركًا ينشأ من الشرق الأوسط، وأنها تملك شبهًا كبيرًا مع شعوب الهلال الخصيب. تشير بعض الأدلة إلى وجود علاقة قوية بين الأنساب الأبوية اليهودية (ومن ضمنها اليهود الأشكناز والسيفارديون والعراقيون والمغاربة) وبين أنساب السامريين، مع اشتراك بعض الأنساب بنسب مشترك يعود إلى زمن الاحتلال الآشوري لمملكة إسرائيل. في دراسة للحمض النووي المتقدري للأشكناز أجراها فريق بحثي بقيادة مارتن بي. ريتشاردز من جامعة هدرسفيلد، لم تلاحَظ أي أنساب أمومية عائدة للقوقاز. اختصر ريتشاردز موجودات دراسة النسب الأمومي بقوله:
«لم يأت أي من الحمض النووي المتقدري من شمال القوقاز، في المنطقة الواقعة بين أوروبا وآسيا وبين البحر الأسود وبحر قزوين. يجب أن تنفي جميع الدراسات المتوفرة حاليًا -ومن بينها دراستي- وبشكل قاطع إحدى أكثر الفرضيات تشكيكًا على الرغم من أنها ما تزال قوية؛ وهي تلك القائلة إن معظم يهود الأشكناز يمكن أن يعودوا بجذورهم إلى مملكة الخزر الغامضة التي ازدهرت في القرن التاسع الميلادي في المنطقة الواقعة بين الإمبراطورية البيزنطية والإمبراطورية الفارسية».

### دراسة نيبل
في عام 2001، اقترح نيبل وزملاؤه -الذين حاولوا اختصار دراسات ذكرت تدفقًا مورثيًا أوروبيًا ضعيفًا يساهم في المجموعة الوراثية الأبوية الأشكنازية- أن هذا التأثير قد يعود إلى الكروموزومات Eu 19 الموجودة في شرق أوروبا، أو بشكل آخر، أن الأشكنازية الحاوية على هذا المكون قد تكون انحدرت من الخزر، وهي فرضية وصفها الكتاب بأنها ’جذابة’. افترضوا أن هذه الكروموزومات قد تعكس تدفقًا جينيًا ضعيفًا من المجموعات السكانية شرق الأوروبية المجاورة، أو أن كلًا من اليهود الأشكناز الذين يملكون R1a1a1، وجميع شعوب شرق أوروبا بشكل واسع النطاق قد يكونون منحدرين بشكل جزئي من الخزر. انتهى الباحثون بقولهم: «لكن إذا كانت الكروموزومات R1a1a1 لدى اليهود الأشكناز تمثل بالتأكيد بقايا الخزر الغامضين، إذن وبناء على بياناتنا، تعتبر هذه المساهمة محدودة إما بمؤسس واحد أو مجموعة من الرجال ذوي القربة العالية، وهي لا تتجاوز 12% من التعداد الكامل للأشكناز الموجودين في الوقت الحالي».

### دراسات بيهار وشركائه
في عام 2003، وفي تعليقه على المجموعة الفردانية شديدة التكرار R1a1 NRYs في دائرة التأثير الخزرية السابقة، ومشيرًا إلى نظرية إعادة المعجمة لبول ويكسلر، أشار بيهار إلى إمكانية تقديم النظرية الخزرية مصدرًا جذابًا لمكون صغير من الأنساب الأبوية الأشكنازية. في عام 2008 أكد ديفيد غولدستين على أن الارتباط بالخزر «يبدو الآن منطقيًا، إن لم يكن مرجحًا حتى».
في دراسة أجراها روتسي وبيهار وزملاؤهما عام 2013، للاويين الأشكناز (الذين يمثلون نحو 4% من تعداد الذكور اليهود) ظهر تكرار كبير للمجموعة الفردانية R1a-M582 بينهم (64.9% من بين جميع اللاويين الأشكناز) مما يشير إلى وجود حدث مؤسس وسليف أبوي مشترك لنصفهم. بما أن R1a يظهر تكرارًا كبيرًا في شرق أوروبا بشكل عام، اعتُقد أن الدليل قد يشير إلى أن السليف المؤسس قد يكون أوروبيًا غير يهودي. من خلال اختبار ثلاث فرضيات للأصل الأوروبي أو الخزري أو العائد إلى الشرق الأدنى، استثنت البيانات كلًا من الأصل الأوروبي أو الخزري للمؤسس اللاوي إذ لم يجدوا أي دليل لوجود كروموزومات Y من النمط R1a-M582 في أي من المجموعتين ما عدا بعض الحالات الفردية، بينما تتكرر بشكل واضح في شعوب مناطق الشرق الأدنى مثل الكرمان الإيرانيين والأذربيجانيين الإيرانيين والأكراد من الأناضول وكازاخستان، وبين اليهود الأشكناز وغير الأشكناز. لم يلاحَظ R1a-M52 ضمن البيانات المستخلصة من العراقيين أو البدو أو الفلسطينيين أو الدروز في إسرائيل.